# Epidauros
Epidauros (gr. Ασκληπιείο Επιδαύρου, Asklīpieío Epídayroy trl., Asklipiio Epidawru trb.; gr. Επίδαυρος, Epídayros trl., Epidawros trb.; dawny polski egzonim: Epidaur) – miejscowość w Grecji, w administracji zdecentralizowanej Peloponez, Grecja Zachodnia i Wyspy Jońskie, w regionie Peloponez, w jednostce regionalnej Argolida. Siedziba gminy Epidauros. W 2011 roku liczyła 19 mieszkańców.
Epidauros było starożytnym greckim miastem w Argolidzie na Peloponezie nad Zatoką Sarońską, obecnie jest stanowiskiem archeologicznym.

## Historia
W Epidauros od VI wieku p.n.e. do IV wieku n.e. istniało najsłynniejsze sanktuarium Asklepiosa (Asklepiejon) w świecie antycznym, którego kult zastąpił wcześniejszy na tym miejscu kult Apollina Maleatasa. Wykopaliska archeologiczne, systematycznie prowadzone od 1879 do 1974 przez archeologów greckich, wspomaganych przez badaczy francuskich, odsłoniły imponujące ruiny świętego okręgu (temenosu).
Według legendy, gdy w 293 p.n.e. szalała w Rzymie zaraza, księgi sybillińskie nakazały sprowadzić z Epidauros (rzymskiego Epidaurus) uzdrawiającego boga Asklepiosa (Eskulapa). Specjalna delegacja wysłana do Epidauros sprowadziła do Rzymu świętego węża, symbolizującego boga. Na Polu Marsowym wąż wśliznął się do rzeki Tyber i popłynął na wysepkę Tyberyjską, gdzie zniknął, wskazując w ten sposób miejsce budowy świątyni, ukończonej w 290 p.n.e.

## Zabytki
Najważniejsze budowle temenosu to:
- propyleje z III wieku p.n.e., stanowiące bramę do sanktuarium położoną od strony północnej;
- świątynia Asklepiosa w formie doryckiego peripterosa, bez wewnętrznej kolumnady i opistodomosu, o wymiarach 23,06 × 11,76 m, powstała według projektu Teodotosa ok. 370–380 p.n.e., z chryzelefantynową statuą boga (około 7 m wysokości; Asklepios siedzący na tronie z jedną ręką wspartą na lasce, a drugą spoczywającą na głowie węża, z psem leżącym u stóp) dłuta Trasymedesa z Paros, świętym źródłem, wielkim ołtarzem, ozdobiona rzeźbami m.in. Timoteosa;
- świątynia Artemidy w formie doryckiego prostylosu (320 p.n.e.);
- tolos z marmuru o średnicy 21,68 m na planie doryckiego peripterosu z koryncką kolumnadą wewnątrz, o niejasnej funkcji, zbudowany według projektu Polikleta Młodszego około 350 p.n.e., ozdobiony wewnątrz malowidłami Pauzjasza z Sykionu;
- abaton – sypialnia dla pacjentów oczekujących cudownego uzdrowienia podczas snu, w kształcie długiej (70 m) stoi z jońską kolumnadą, pochodząca z IV wieku p.n.e.

Wokół świątyni Asklepiosa i wzdłuż świętej drogi, znajdowały się półkoliste eksedry dla kuracjuszy, pomniki wotywne i stele z opisami cudownych uzdrowień.
W najbliższym sąsiedztwie okręgu zbudowano liczne budowle użytkowe:
- katagogejon (hotel) z IV wieku p.n.e., ze 160 pokojami dla pielgrzymów;
- gimnazjon z palestrą;
- stadion o bieżni długości 181 m;
- łaźnie Asklepiosa z biblioteką (II wiek n.e.) i
- najlepiej zachowany grecki teatr z 52 rzędami siedzeń ułożonych w dwóch kondygnacjach (po 32 i 20), zbudowany przez Polikleta Młodszego około 300 p.n.e., który mógł pomieścić 14 tysięcy widzów i gdzie co 4 lata odbywały się agony sportowo-dramatyczne zw. Asklepiami; okrągła orchestra, otoczona rowem odprowadzającym wody deszczowe, była z jednej strony zamknięta wysokim na 4 m proscenium; Pauzaniasz uważał ten teatr za największy w Grecji. Widownia teatru jest swoistym fenomenem akustycznym. Rozmowa czy moneta rzucona na scenę w jej centralnym punkcie są dobrze słyszalne na całej widowni, bez względu na miejsce zajmowane przez widza. Zjawisko szczególnie korzystnej akustyki budowli stało się przedmiotem badań naukowych[3].

Na wschód od propylei w okresie wczesnochrześcijańskim zbudowano bazylikę, której pozostałości zachowały się do dziś.

## Galeria

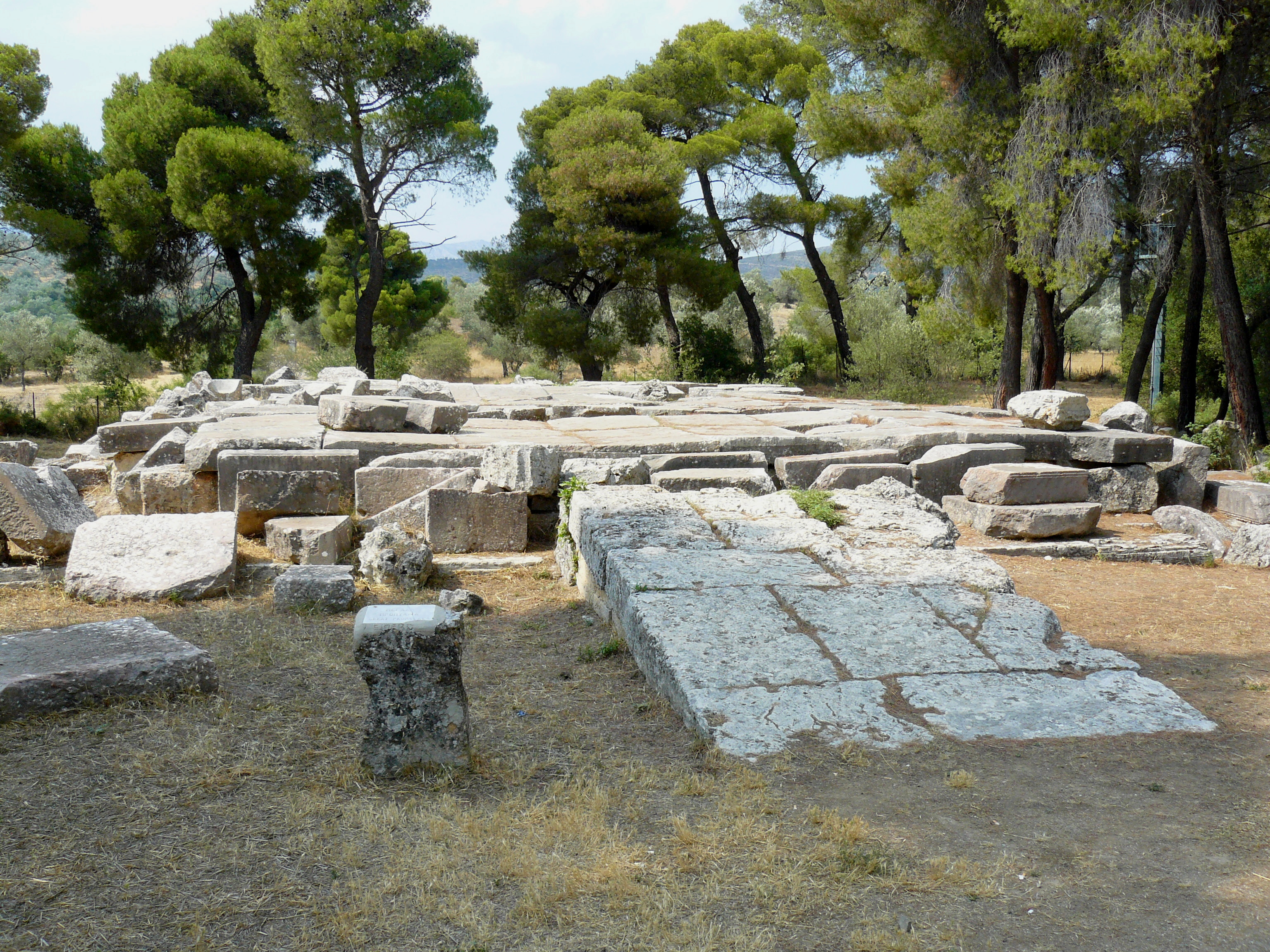
Propyleje
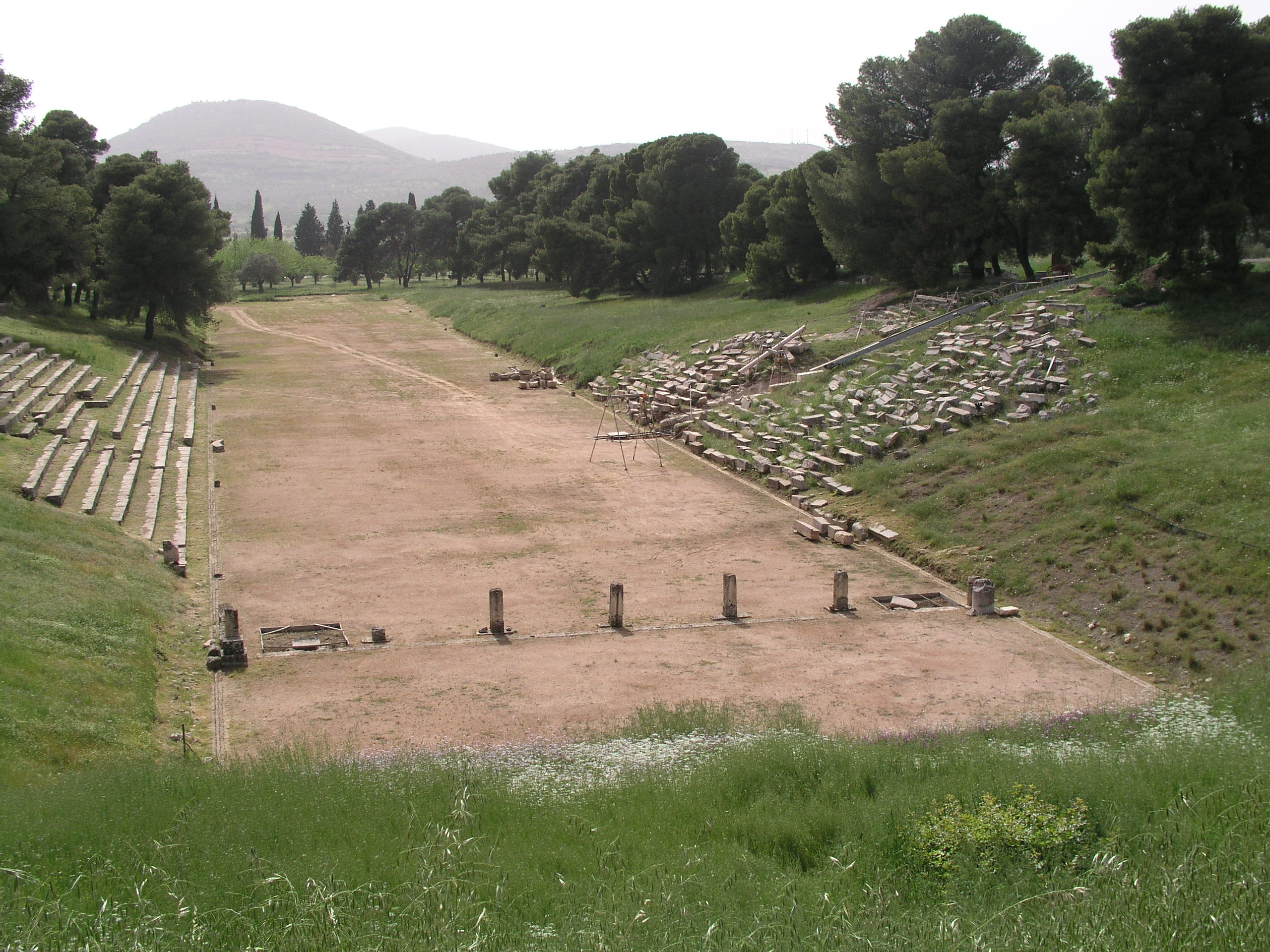
Stadion
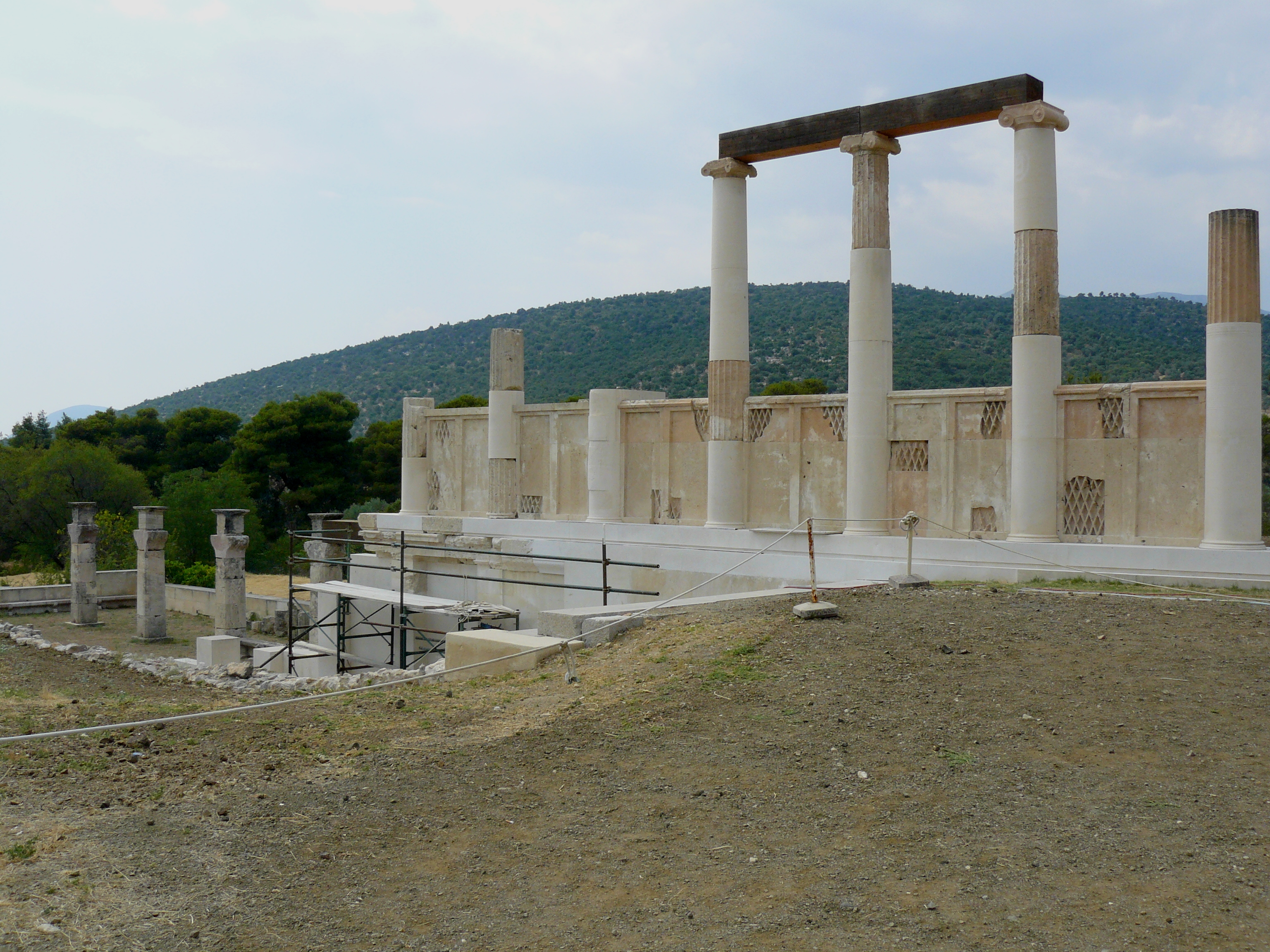
Abaton
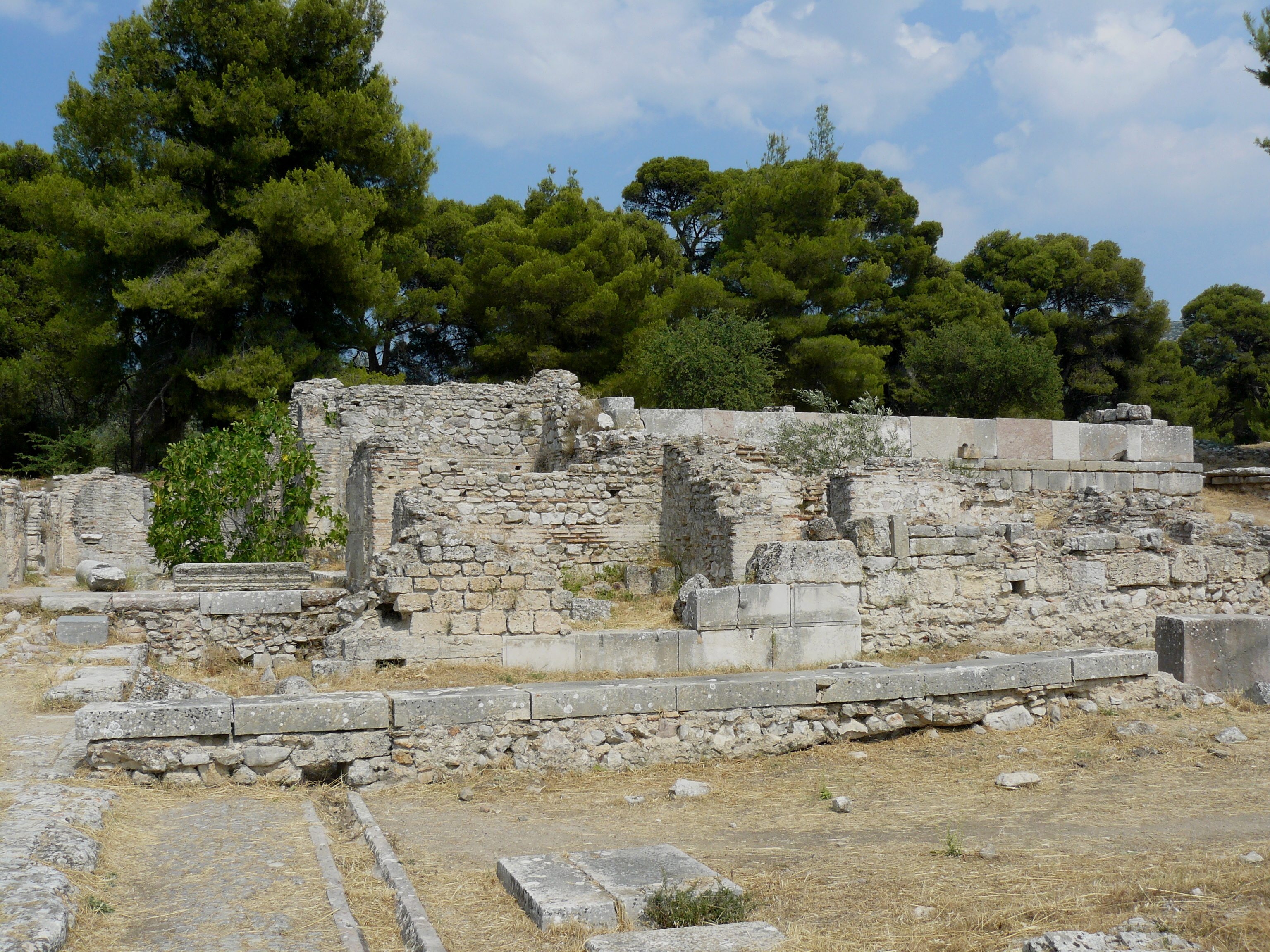
Termy
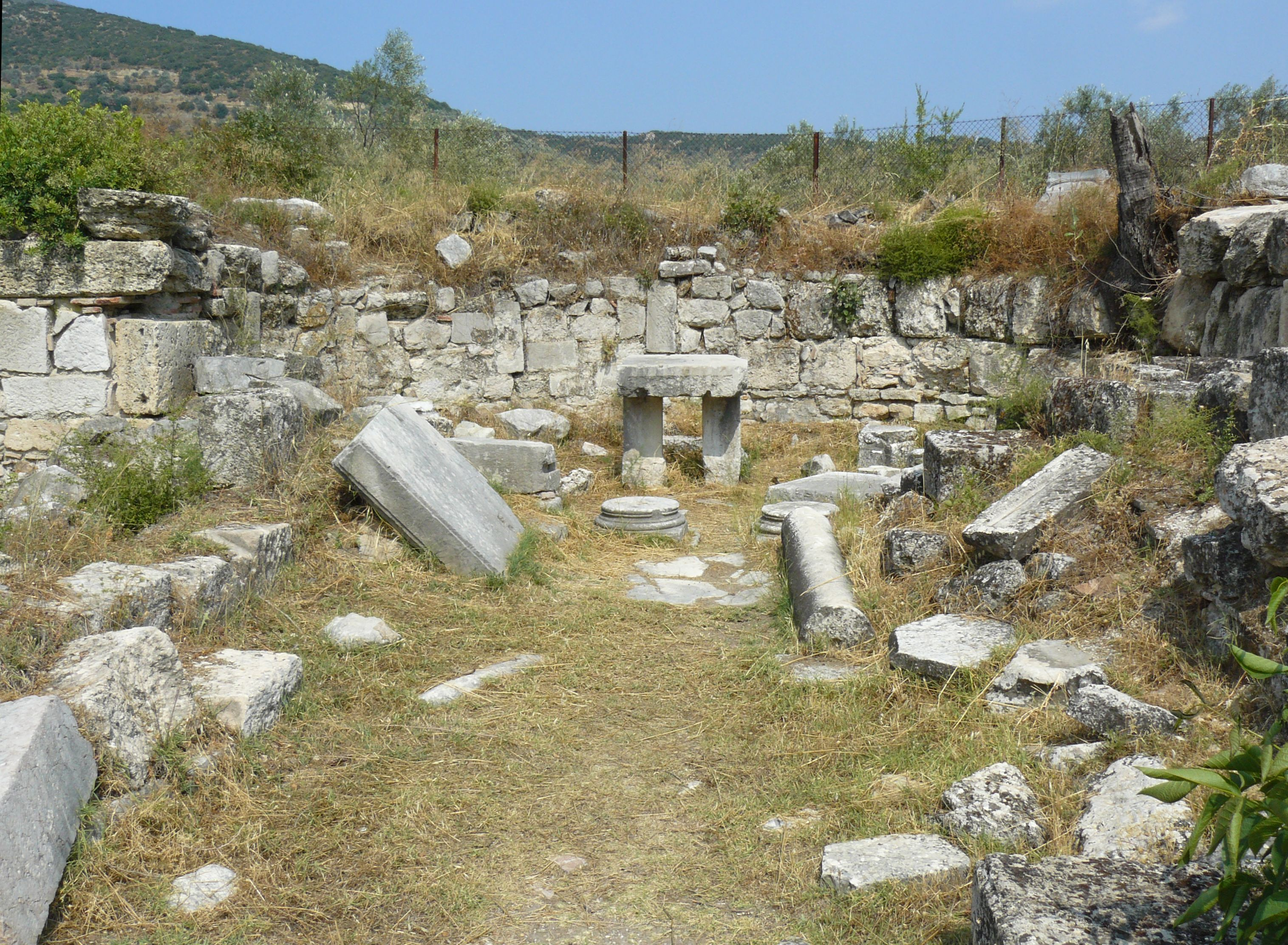
Bazylika wczesnochrześcijańska – widoczny ołtarz w apsydzie
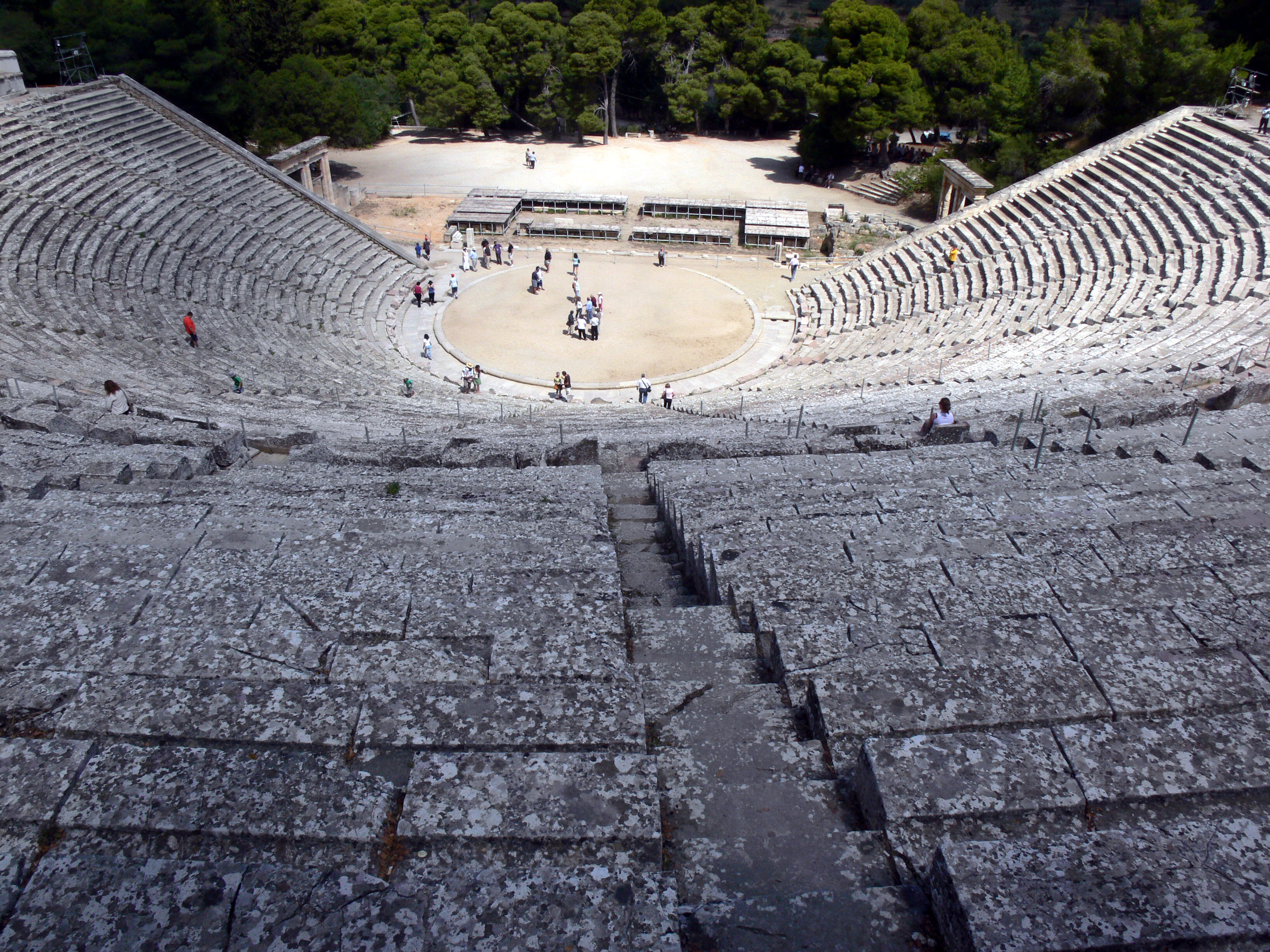
Teatr w Epidauros z góry...
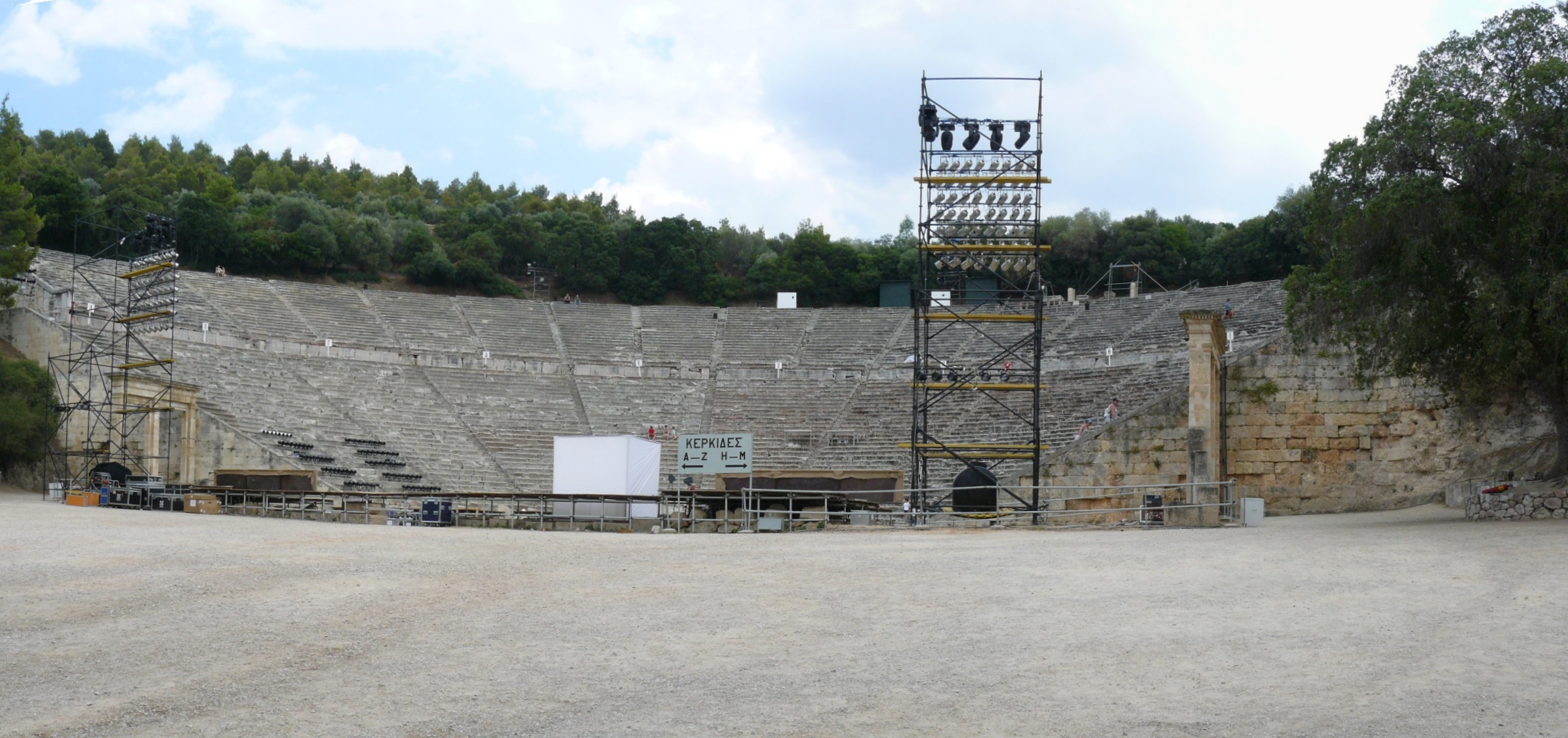
... i z dołu